# Bryum canariense
Bryum canariense är en bladmossart som beskrevs av Bridel 1817. Bryum canariense ingår i släktet bryummossor, och familjen Bryaceae. Inga underarter finns listade i Catalogue of Life.